# Prix littéraires du Gouverneur général 1937
Liste des Prix littéraires du Gouverneur général pour 1937, chacun suivi du gagnant.

## Anglais
- Prix du Gouverneur général : romans et nouvelles de langue anglaise : Laura G. Salverson, The Dark Weaver.
- Prix du Gouverneur général : poésie ou théâtre de langue anglaise : E. J. Pratt, The Fable of the Goats.
- Prix du Gouverneur général : études et essais de langue anglaise : Stephen Leacock, My Discovery of the West.